# Anna Mickelson-Cummins
Pour les articles homonymes, voir Mickelson et Cummins (homonymie).
Anna Mickelson-Cummins est une rameuse américaine née le 21 mars 1980 à Seattle.

## Biographie
Les Jeux olympiques d'été de 2004 voient Anna Mickelson-Cummins remporter la médaille d'argent en huit avec Kate Johnson, Sam Magee, Mary Whipple, Megan Dirkmaat, Alison Cox, Laurel Korholz, Caryn Davies et Lianne Nelson.
Aux Jeux olympiques d'été de 2008 à Pékin, elle termine septième en deux sans barreur avec Portia McGee mais remporte la médaille d'or en huit avec Erin Cafaro, Lindsay Shoop, Elle Logan, Anna Goodale, Susan Francia, Caroline Lind, Caryn Davies et Mary Whipple.

## Palmarès

### Jeux olympiques
- Jeux olympiques d'été de 2008 à Pékin,  Chine
  -  Médaille d'or en huit
- Jeux olympiques d'été de 2004 à Athènes,  Grèce
  -  Médaille d'argent en huit

### Championnats du monde d'aviron
- 2007 à Munich,  Allemagne
  -  Médaille d'or en huit
- 2006 à Eton,  Royaume-Uni
  -  Médaille d'or en huit
- 2002 à Séville,  Espagne
  -  Médaille d'or en huit